# Gare de Remouchamps
La gare de Remouchamps est une gare ferroviaire belge désaffectée de la ligne 42, de Rivage à Gouvy-frontière. Elle est située à Remouchamps sur le territoire de la commune d'Aywaille, en Région wallonne dans la province de Liège.
Elle est mise en service en 1885 par les Chemins de fer de l'État belge et ferme en 1984.

## Situation ferroviaire
La gare fermée de Remouchamps est située au point kilométrique (PK) 11,40 de la ligne 42, de Rivage à Gouvy-frontière, entre la gare ouverte de Aywaille et la halte de Nonceveux (fermée).

## Histoire
La station de Remouchamps est mise en service le 20 janvier 1885 par les Chemins de fer de l'État belge, lorsqu'ils ouvrent à l'exploitation la section de Rivage à Stoumont de la ligne de l’Amblève.
Elle est équipée de deux voies à quai et d'une voie de garage en impasse pour le déchargement des marchandises.
Rétrogradée au rang de halte administrée depuis la gare d'Aywaille, elle fait partie des arrêts supprimés le 3 juin 1984.

## Patrimoine ferroviaire
Le bâtiment des recettes désaffecté est démoli en 1986.
Il appartient à un type construit uniquement sur la ligne de l'Amblève entre Rivage et Trois-Ponts. Conforme aux directives de 1880, il possède une aile basse, disposée à droite du corps central, avec toiture sous bâtière de 7 travées servant de salle d'attente, de salle des pas perdus et de magasin pour les colis ; un corps central de deux étages sous bâtière servant de bureau, de guichet et de logement de fonction pour le chef de gare ; une aile de service à toit plat abritant la cuisine, la buanderie et la toilette. La façade est revêtue de pierre locale avec de la pierre bleue pour les soubassements, les consoles des fenêtres du premier étage, les dés qui ornent l'angle et le centre de chaque ouverture et l'ornement des pilastres d'angle. Les pignons sont ornés d'une frise de pierre et ceux du corps central possèdent une paire de fenêtres géminées avec des dés de pierre bleue.
La gare de Liotte est le seul exemple de bâtiment de ce type construit avec une aile de sept travées à avoir entièrement échappé à la démolition. Celle de Stoumont a perdu son étage et sa moitié gauche tandis qu'Aywaille, Rivage et Trois-Ponts appartiennent à une version plus petites où les marchandises sont entreposées dans un bâtiment à part.